# Skedkniv

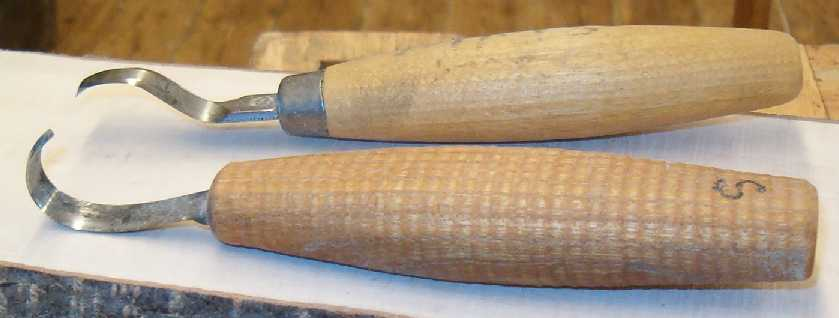
Två skedknivar

Skedkniv är en kniv som används för att med täljning forma insidan av skedar, slevar, skopor, kåsor och andra mindre, konkava föremål. Skedknivens blad är böjt till U-form och har egg på högra eller vänstra kanten eller på båda kanterna. En särskild form av skedkniv kallas täljögla där knivbladet är formad som en ögla eller ring.